# 齊勒蕨
齊勒蕨（學名：Zeilleria）是一屬已滅絕的蕨類植物，生存於石炭紀晚期，喜生長於沼澤地帶。它們的化石分布於全世界。

## 特徵
齊勒蕨長有微小且特別窄的複葉。主葉莖在長至外複葉緣前至少分叉四次。孢子囊位於複葉的下表面。典型植株高度為50公分。